# Шуйтан
Шуйтан (чув. Шуйттан, араб. شيطان‎ šayṭān — «заблуждение», «отдаление») — бог зла и мрака в чувашской мифологии. Пребывает в бездне и хаосе. Появляется в облике голого призрака с длинными волосами, который творит людям зло.
От Шуйтана «произошли»:
- Эсрель — злой дух смерти.
- Вубар — злой дух, насылал болезни, нападал на спящего человека.
- Вопкан — дух, насылающий эпидемии.

Наряду с богом добра занимает центральное место в мифологии чувашей.